# Lew Morrison
Lew Morrison (Saskatchewan, Canadá; 11 de febrero de 1948 – Manitoba, 15 de julio de 2023) fue un jugador de hockey sobre hielo canadiense que jugó once temporadas con cuatro equipos en la NHL en la posición de Ala derecha.

## Carrera
Fue seleccionado en la octava posición del Draft aficionado de 1968 proveniente de la Western Canada Hockey League por los Philadelphia Flyers, aunque fue hasta el año siguiente que hizo su debut en el hockey sobre hielo profesional.
Luego de tres temporadas con el equipo, fue seleccionado en el Draft de expansión de 1972 por los Atlanta Flames, equipo con el que estuvo por dos temporadas hasta que en 1974 fue seleccionado por los Washington Capitals, otro equipo de expansión, donde solo jugó una temporada luego de ser traspasado a los Pittsburgh Penguins, equipo con el que jugó sus últimos cuatro años en la NHL para retirarse con los Binghampton Dusters de la AHL en 1978.

## Estadísticas
| 1967–68   | Flin Flon Bombers   | WCHL      | 56  | 26 | 23 | 49 | 31  | 15 | 7 | 1 | 8 | 15 |
| 1968–69   | Quebec Aces         | AHL       | 70  | 12 | 13 | 25 | 24  | 15 | 4 | 5 | 9 | 6  |
| 1969–70   | Philadelphia Flyers | NHL       | 66  | 9  | 10 | 19 | 19  | —  | — | — | — | —  |
| 1970–71   | Philadelphia Flyers | NHL       | 78  | 5  | 7  | 12 | 25  | 4  | 0 | 0 | 0 | 2  |
| 1971–72   | Richmond Robins     | AHL       | 12  | 4  | 5  | 9  | 2   | —  | — | — | — | —  |
| 1971–72   | Philadelphia Flyers | NHL       | 58  | 5  | 5  | 10 | 26  | —  | — | — | — | —  |
| 1972–73   | Atlanta Flames      | NHL       | 78  | 6  | 9  | 15 | 19  | —  | — | — | — | —  |
| 1973–74   | Atlanta Flames      | NHL       | 52  | 1  | 4  | 5  | 0   | —  | — | — | — | —  |
| 1974–75   | Richmond Robins     | AHL       | 9   | 7  | 4  | 11 | 8   | —  | — | — | — | —  |
| 1974–75   | Washington Capitals | NHL       | 18  | 0  | 4  | 4  | 6   | —  | — | — | — | —  |
| 1974–75   | Pittsburgh Penguins | NHL       | 52  | 7  | 5  | 12 | 4   | 9  | 0 | 0 | 0 | 0  |
| 1975–76   | Pittsburgh Penguins | NHL       | 78  | 4  | 5  | 9  | 8   | 3  | 0 | 0 | 0 | 0  |
| 1976–77   | Pittsburgh Penguins | NHL       | 76  | 2  | 1  | 3  | 0   | 1  | 0 | 0 | 0 | 0  |
| 1977–78   | Pittsburgh Penguins | NHL       | 8   | 0  | 2  | 2  | 0   | —  | — | — | — | —  |
| 1977–78   | Binghamton Dusters  | AHL       | 65  | 6  | 14 | 20 | 6   | —  | — | — | — | —  |
| Total NHL | Total NHL           | Total NHL | 564 | 39 | 52 | 91 | 107 | 17 | 0 | 0 | 0 | 2  |